# Peinture de lettrés

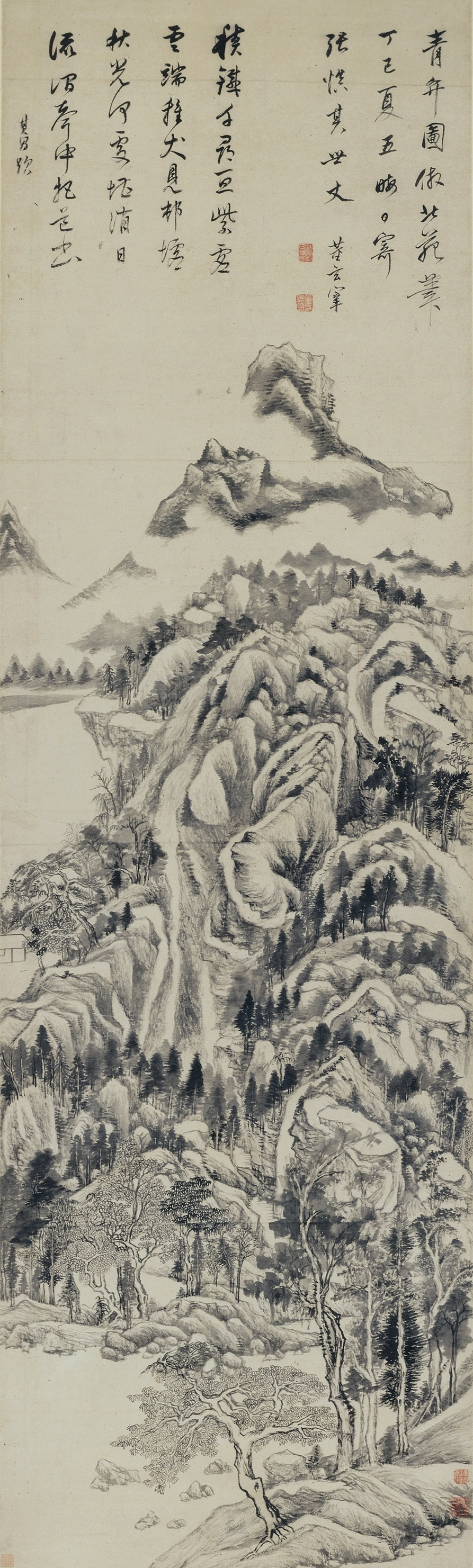
Dong Qichang. Les monts Qingbian. 1617. Rouleau suspendu. Encre sur papier. 224,50 x 67,20 cm.
Cleveland Museum of Art

La peinture de lettrés (chinois simplifié : 文人画 ; chinois traditionnel : 文人畫 ; pinyin : wénrénhuà), ou peinture lettrée (literati painting en anglais), est un style de peinture chinoise réalisée par des lettrés (mandarins lorsqu'ils ont un poste de fonctionnaire). Ce type de peinture apparait sous diverses formes au Xe siècle, y compris une École du Nord (terme forgé au XVIe siècle). Il se stabilise dès la fin de la dynastie Yuan (1280 — 1368), pour trouver sa forme classique avec le lettré artiste Dong Qichang (1555 — 1636), sous le nom d'École du Sud (南宗画 / 南宗畫, nánzōnghuà). 
La peinture lettrée fut ensuite adoptée au Japon, sous le nom de bunjin-ga. La Corée a connu aussi ses lettrés (seonbi) sur le même modèle confucéen, qui pratiquèrent aussi les arts, dont la peinture, comme leurs collègues chinois. 
Elle fut pratiquée par des lettrés diplômés et chargés d'une fonction administrative, les mandarins, mais aussi par des lettrés sans fonction ou retirés de la vie publique pour diverses raisons.

## La notion d'art et les mutations de la culture chinoise
Dans la Chine antique la notion la plus proche de notre notion d'« art » (à savoir 艺, yì, correspondant à nos anciens arts libéraux) s'appliquait à l'étiquette (ou les rites), la musique, le tir à l'arc, la conduite des chars et les pratiques d'écriture. Cependant, les distinctions n'étaient pas si tranchées lorsque l'artisan devenait artiste et lorsque le lettré qui appréciait ce travail « naturaliste » et détaillé produisait aussi dans le même esprit. Pour un lettré, toute pratique artistique n'est jamais une distraction. L'étude et la copie de peintures ou de calligraphies poétiques ou le fait d'interpréter une ancienne œuvre musicale est une source d'enrichissement au contact de personnalités mortes ou vivantes. L'activité artistique est revendiquée par les lettrés comme un acte de pensée (si), entendue comme émotion et raisonnement.
Mais les valeurs positives qui caractérisent les œuvres des artistes professionnels doivent être prises en considération aussi dans le cadre général de l'art chinois depuis le point de vue actuel. D'autre part, avec l’effondrement de l’Empire, au début du XXe siècle, une rupture radicale s'est opérée, alors que la tradition chinoise ne procédait pas par ruptures, mais plutôt par accumulation et approfondissement. Avec cette rupture et l'ouverture sur les cultures occidentales, les notions modernes nécessitaient l'invention de nouveaux concepts et un vocabulaire rénové. Pour les artistes contemporains, l'art chinois actuel (le terme moderne est yishu), est fondé sur la connaissance de l'art à l'échelle globale, où le modèle culturel proposé par le système artistique occidental sert de référence,.

## Les «lettrés» chinois, leurs formations et leurs fonctions
Les « lettrés » n'étaient pas les seuls artistes en Chine ancienne et leur activité principale n'était pas artistique. Ils étaient diplômés afin de devenir fonctionnaires au service de l'État, mais s'ils avaient le diplôme, ils n'avaient pas obligatoirement la charge ou le poste. Et ils ne constituaient pas non plus un groupe unitaire : les « lettrés » n'appartenaient pas tous au même milieu. Certains étaient d'origine aristocratique, tandis que d'autres venaient de milieux plus ou moins populaires. Beaucoup, à partir des Song, étaient des propriétaires terriens ruraux. La pensée de Confucius et sa conviction que l'homme peut se perfectionner et se hisser comme « homme de savoir » à la hauteur du prince, cette pensée transmise par l'École des Lettrés (à cette époque constituée uniquement d'aristocrates cultivés) dut traverser les épreuves qui lui furent imposées par la dynastie Qin pour être enfin mise en pratique. Le recrutement de fonctionnaires sur diplôme et non en raison de la naissance a été institué par l'empereur Woudi des Han en 124 av.n.è afin de prendre en compte la valeur réelle développée par les études et sanctionnée par les concours, ce qui permettait de recruter des fonctionnaires au sein de ces lettrés sans faire de distinction sur leur origine sociale. Un système très complexe d'examens (en fait des concours) fut mis en place sous les Tang afin de les adapter par avance aux multiples fonctions qui pouvaient leur être attribuées.   
Si tous servaient en principe une même cause, le pouvoir impérial, les opposants au pouvoir, à partir des Yuan en particulier, pouvaient s'exclure en se retirant. Ils devenaient 移民, yímín, « sujets émigrés », loyalistes à la civilisation déchue. La hiérarchie administrative reproduisait parmi les lettrés les hiérarchies qui fragmentaient le reste de la société. S'ils avaient bien tous passé des examens  pour devenir membre de l'administration impériale, ils étaient recrutés à différents niveaux de responsabilité. La réussite au concours donnait l'accès à un niveau et à une catégorie de responsabilité, le poste était attribué éventuellement plus tard. Il y avait donc des lettrés sans emploi. Par ailleurs, le succès aux examens n'étant pas assuré, on pouvait étudier, en cas d'échec, pendant de très nombreuses années et se représenter régulièrement avant de réussir, ou échouer, le passage au niveau supérieur. Certains terminaient leur existence comme simples « instituteurs » de campagne. Mais parfois, heureusement soutenus par leur village ou un groupe dans une ville moyenne, ils aboutissaient au plus haut niveau de l'administration. L'ascenseur social existait d'ailleurs bien dans les premiers temps, sous les Tang, mais ce qui apparaissait comme un privilège fut rapidement accaparé par des familles entières, et on utilisa tous les moyens pour faire « réussir » ses enfants dans la carrière. Un jeune lettré pouvait alors avoir eu une excellente formation et rester sans emploi administratif, ce qui en amena beaucoup, surtout à partir des Ming, à monnayer leur talent de peintre ou d'écrivain public. 
La culture littéraire des lettrés était orientée par leurs études, cadrées par les programmes, eux-mêmes définis par une idéologie : la volonté impériale, depuis la dynastie Han, de se maintenir au pouvoir. Nommés à un poste correspondant à leur niveau de responsabilité, ils étaient formés sur le tas par le collègue précédent au poste en question. Tous se sont plaints de leur condition et se retiraient plus ou moins vite, fortune faite. Ensuite, beaucoup complétaient leur culture littéraire ou artistique de leur propre initiative.

## Les catégories de peintres en Chine
Dès l'origine et encore sous les Tang les peintres sont des professionnels, artisans, moines peintres ou parfois membres de l'aristocratie, pratiquant "presque comme" un artisan. Ils produisent des peintures pour les besoins de l'empire, pour l'aristocratie (et la nécessité sociale des cadeaux) et pour les rituels, parmi d'autres objets que nous considérons en Occident comme de l'art et qui avaient alors des fonctions diverses. Le style qui caractérise cette peinture est une remarquable précision du pinceau, qui a pour objectif « la ressemblance » exacte et nommable du monde visible ou invisible et de nombreux détails jugés essentiels. Cette peinture est réalisée au trait d'encre noire, s'appuie si nécessaire sur des études sur nature (pour les oiseaux, les chevaux…) et sur des dessins calculés pour l'architecture (dans ce cas ils sont tracés à la règle), avec parfois des couleurs vives, ponctuelles ou en larges effets rythmiques intégrés à la composition et au sens de l'image. Les peintres professionnels ont continué de produire une peinture estimée dans la population chinoise pour ses qualités décoratives, commémoratives (les portraits) mais aussi pour les scènes anecdotiques pleines de vie et les peintures érotiques.
L'Académie : Au début de la dynastie Tang, des peintres professionnels, des moines peintres et des peintres professionnels lettrés furent regroupés, en tant qu'artistes de cour, dans diverses organisations correspondant à des académies de peintures. Le style pratiqué dans ces académies est, par bien des aspects, très proche des pratiques des peintres professionnels, mais chaque peinture y est nourrie de culture classique et de culture artistique. L’Académie officielle fut établie à Bianling (aujourd'hui Kaifeng) par les Song du Nord, puis rétablie à Hangzhou, sous les Song du Sud. Cette institution fut maintenue jusqu'aux derniers temps de la dynastie Qing.
À ce groupe s'ajoute, au Xe siècle, le peintre lettré qui s'imposa progressivement comme la figure essentielle du monde de l'art. Peintre amateur à ses heures libres, il se distinguait par sa maîtrise corporelle et mentale de la calligraphie, de l'encre noire, de l'eau (ses modulations dans l'encre) et du pinceau (avec tous les angles d'attaque du support, tous les effets de ponctuations possibles) qui devait comme pour la poésie calligraphiée refléter la personnalité du peintre, la couleur n'y étant, en principe, qu'accessoire et souvent très peu visible aujourd'hui. Ces amateurs revendiquaient leur indépendance et la gratuité de leur pratique artistique. Mais aujourd'hui, il apparaît que ces beaux principes recouvraient des pratiques sociales subtiles où les cadeaux, les échanges participaient d'un ensemble de liens qui assuraient la solidarité des réseaux et permettait d'accéder à certaines faveurs. Enfin, à partir de l'époque Yuan, de nombreux lettrés furent contraints de vivre du commerce de leur peinture. Ils se firent des spécialistes de peinture de fleurs et d'oiseaux, d'insectes et d'autres animaux, un des domaines pratiqués par les peintres de l'Académie, tout en conservant l'esprit de la peinture de lettré. 
Avec la fin de l'empire, le recrutement de lettrés cessa. Un nouveau type d'artiste-intellectuel, novateur sur le plan technique et artistique, vit le jour dès les premiers temps de l'art moderne chinois. 

## La peinture: pratique sociale de lettré

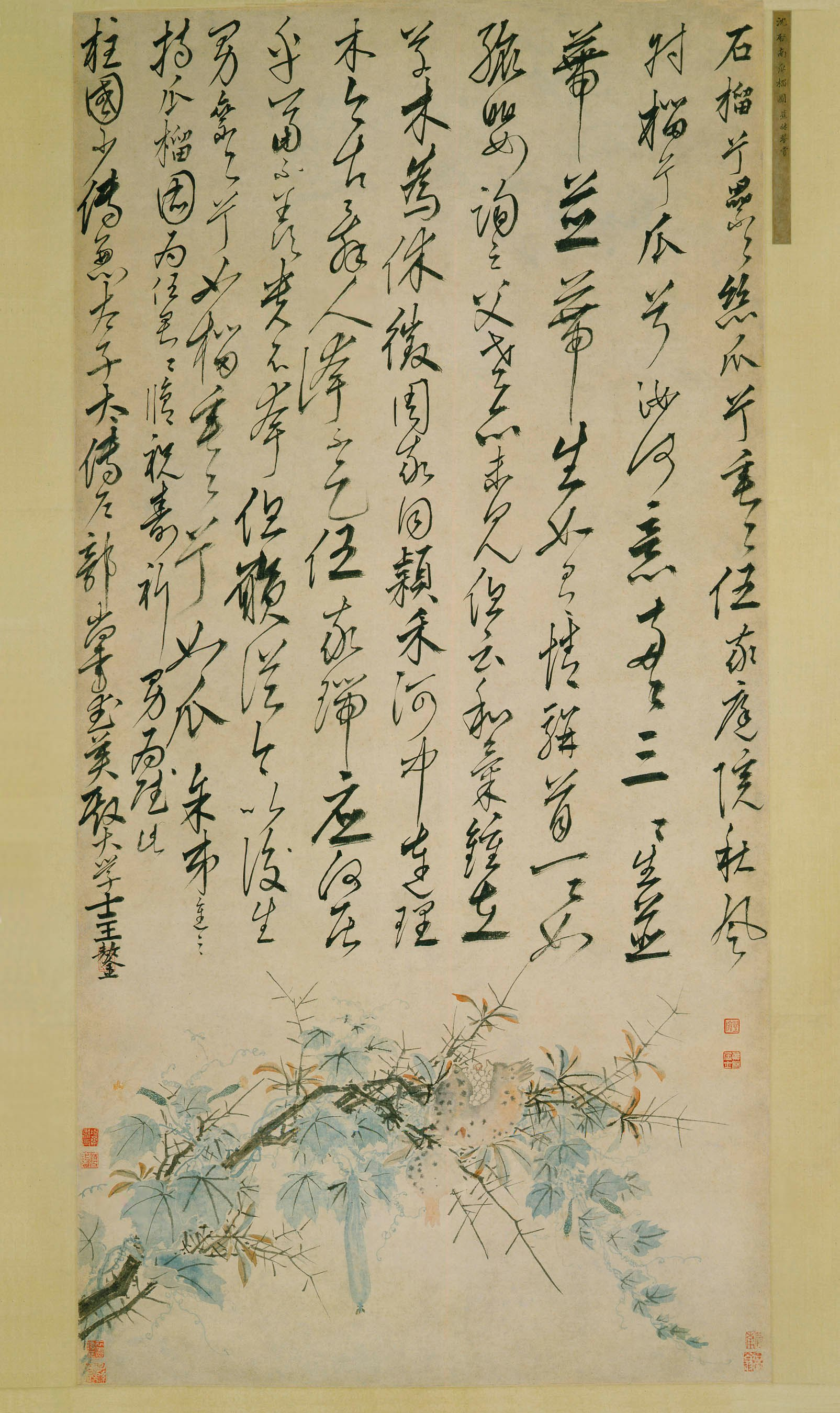
Ode à la grenade et à la vigne vierge, Shen Zhou (peinture) et Wang Ao (poésie), 1506 — 09, feuille d'album, encre et couleurs, papier. Detroit Institute of Arts.

La peinture est un témoin des pratiques sociales des lettrés. Pendant leur temps libre, à l'occasion d'un déplacement ou parce qu'ils sont exilés ou retirés, les lettrés sont à la recherche de rencontres, en petits groupes. Ces rencontres sont le moment idéal pour se promener, admirer des fleurs, composer des poèmes, jouer de la musique ou étudier des collections de bronzes ou des estampages d'inscriptions relevées sur les bronzes, exhumer des stèles, discuter de leur contenu et de leur qualité, dérouler des peintures ou de belles calligraphies, échanger à leur propos et enfin célébrer ce moment de bonheur. Au cours de ces réunions, rechercher l'avis d'autrui sur les trésors de sa collection ou discuter des valeurs relatives de stèles que l'on peut étudier dans le village sont les signes qui permettent de reconnaître un amateur de qualité. Parfois on procède à des échanges, souvent on réalise une œuvre en commun. Celle-ci met souvent en scène les protagonistes de cette réunion et un moment de l'action qu'ils ont appréciée. Dans ce cas, l'un se chargera de la peinture, qui sera datée et parfois commentée par le peintre, les autres composeront des poèmes ou des commentaires sous forme de colophons, et chacun appose sa signature. Ainsi, sur un rouleau portatif, horizontal, les amis du peintre peuvent réaliser le titre qui est inscrit en grand caractères sur une feuille et qui précède la peinture, tandis que les poèmes, préface et postface, les commentaires sont apposés à la suite de la peinture sur des feuillets séparés, montés ensemble. Dans le cas d'un rouleau vertical les commentaires et dédicaces sont portés dans des espaces qui sont laissés libres dans la peinture. Lorsqu'on réalise un album en commun le groupe d'amis est plus réduit, car le format ne permettrait pas d'accueillir un grand nombre d'écrits. Dans toutes ces occasions, la peinture témoigne d'un réel art de vivre.
Ces réalisations en commun ne constituent pas l'essentiel de la peinture de lettré, mais un grand nombre a été conservé. Par ailleurs, les différents propriétaires importants ont souvent apposé un commentaire sur la peinture, avec leur sceau, ce qui témoigne parfois d'échanges entre lettrés.

## Les «lettrés» chinois, leurs pratiques artistiques et leur vie spirituelle

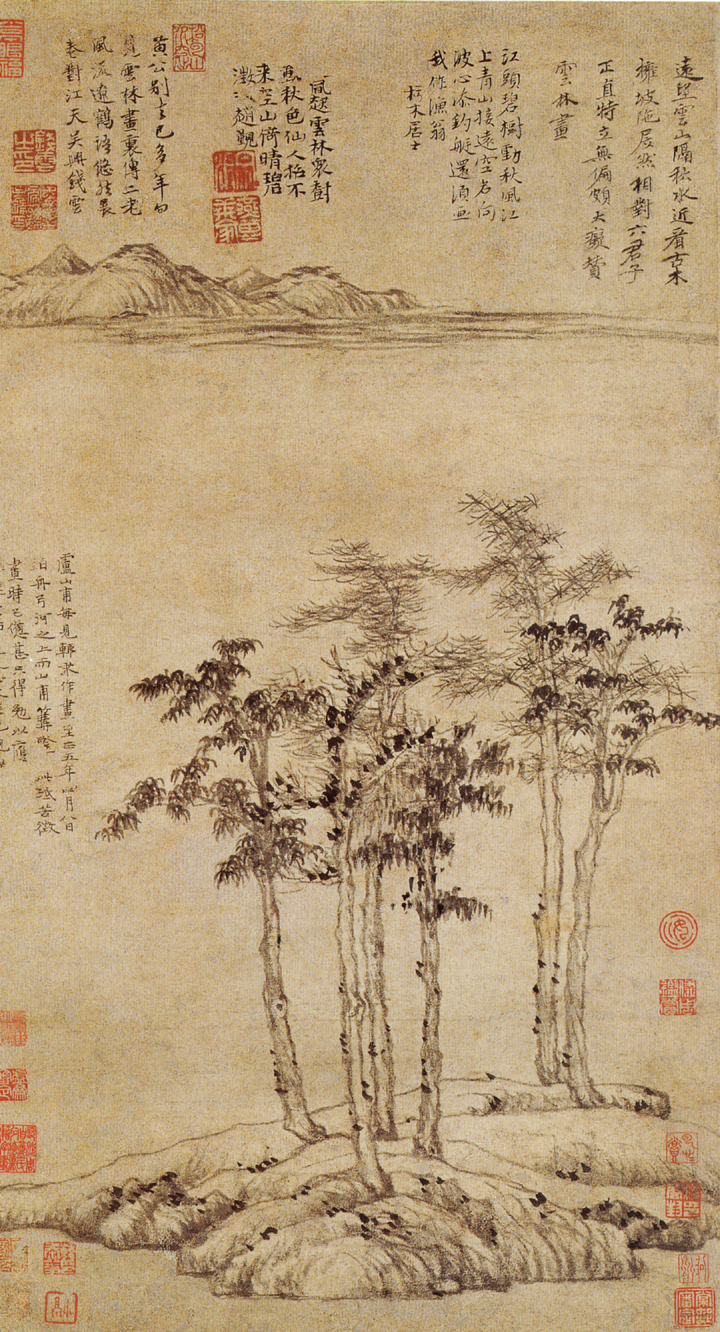
Six gentilshommes daté 1345, peinture et calligraphie de Ni Zan, quatrain de Huang Gongwang. Dynastie Yuan. Rouleau mural, encre sur papier, 61,9 x 33.3 cm. Shanghai Museum.

Les lettrés pratiquaient, ou non, un ou plusieurs arts : la poésie, le roman, parfois satirique, la création ou l'interprétation musicale, la calligraphie et la peinture. Il serait simple de pouvoir faire la distinction entre peinture de lettré, qu'il soit fonctionnaire en activité ou retiré (parfois « retiré » par opposition au régime, afin de se poser en censeur à ses risques et périls) dont les peintures servent de cadeau, d'une part, et peinture de professionnels (souvent lettrés eux aussi, mais ayant choisi de s'écarter du pouvoir), dont les œuvres sont l'objet d'un commerce ou d'une charge spécifique à l'Académie impériale. Mais la « réalité », complexe dès l'origine, ne s'est pas simplifiée ensuite. À partir des Yuan, certains lettrés démissionnaires, par opposition au régime ou démissionnés, pour avoir déplu au régime, impécunieux, retirés avant d'avoir fait fortune, se trouvent obligés de vivre de leur peinture. Qian Xuan est ainsi devenu peintre de « fleurs et oiseaux ». Se retirer dans un monastère, tout en continuant à peindre, peut être une autre solution. Pour clarifier, prenons l'exemple des peintres Song . Le peintre Li Di est un peintre professionnel de « fleurs et oiseaux » de renom, recruté à l'Académie des Song du Sud. Zhang Zeduan est un peintre lettré, non spécialisé, dont les qualités de réalisme se manifestent dans la commande impériale intitulée : Promenade au bord de la rivière…. La peinture de Wang Ximeng, Mille lis de rivières et montagnes, qui relève du style archaïsant en faveur à la cour de Huizong appartient à ce type de commande. Wang Ximeng, formé par Huizong, témoigne de la volonté impériale sous Huizong de relever le niveau de culture exigé des artistes de l'Académie et en particulier la connaissance des maîtres anciens, ici la peinture de paysage bleu-et-vert des Tang. On faisait aussi appel à des artistes spécialisés ou non spécialisés, rémunérés, pour les images rituelles, dont les images bouddhiques ou taoïques. C'est le cas de Liang Kai, qui se serait retiré dans un monastère. Quant à Fan Kuan, taoïste retiré dans les montagnes et, plus tard, Xu Daoning (ci-dessus), lettré retiré, excentrique, ils incarnent les qualités de l'artiste atypique, avec de très fortes charges intellectuelles et poétiques. 
Un très célèbre portrait (daté de la fin de l'époque des Song du Nord, premier quart du XIIe siècle, mais cette datation est actuellement contestée : Song du Sud, ?) représente un lettré, le pinceau à la main et le regard plongé dans une profonde méditation. Un serviteur s'apprête à lui verser du thé (ou de l'alcool). Il est vu de trois quarts gauche, assis devant un écran peint qui, quant à lui, représente des couples de canards au bord d'une rivière. À cet écran est accroché un rouleau vertical qui représente le même homme, mais de trois quarts droit, cette fois-ci. Ce type de portrait en abyme, réalisé par un peintre professionnel, est emblématique de la sophistication cultivée qui distingue le lettré des peintres professionnels.
Les lettrés prenaient le plus grand soin à s'entourer d'objets emblématiques de leur démarche spirituelle, intellectuelle et artistique. Pour conserver leurs  «trésors», leurs collections personnelles de peintures et autres objets, les lettrés faisaient souvent construire, dès l'époque Song, un pavillon (Baohui tang) où ils aimaient à se retirer lorsque leurs obligations administratives le leur permettaient.

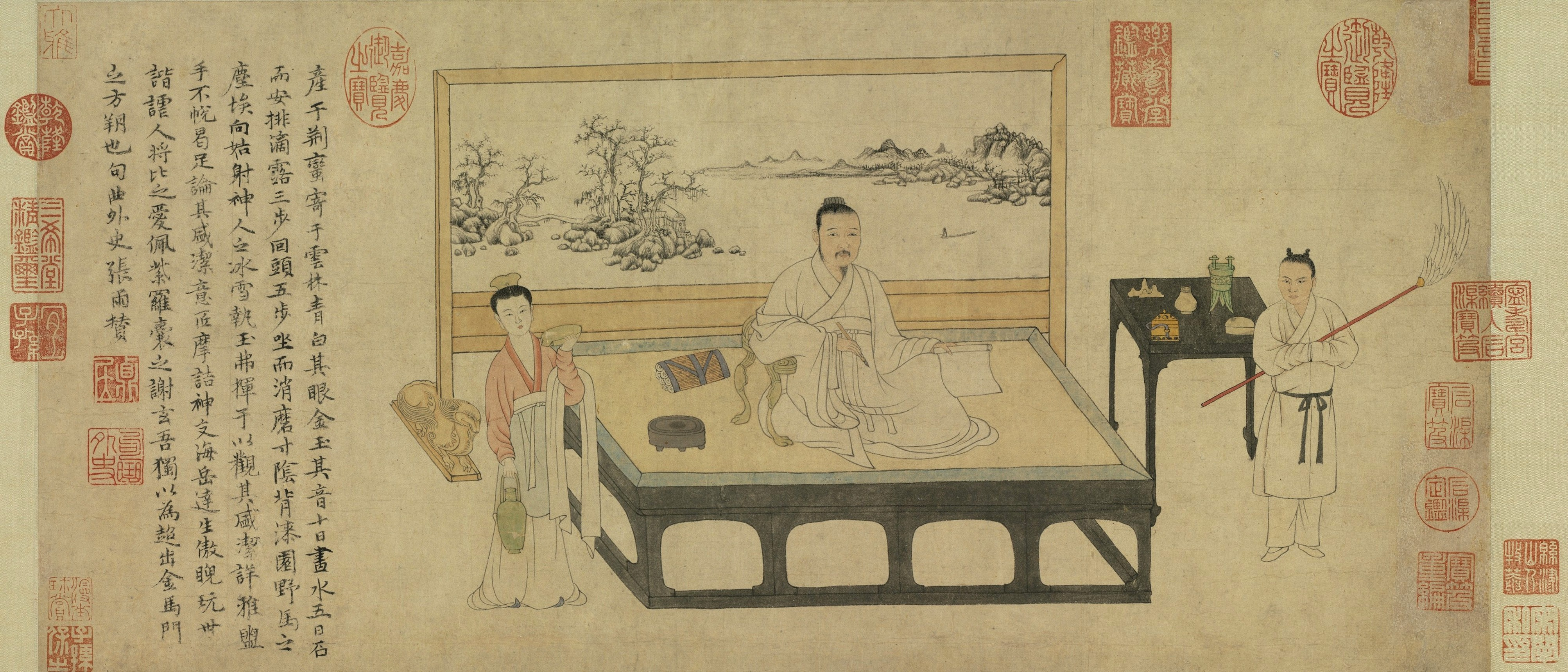
Portrait de Ni Zan (1301-1374), lettré retiré. Rouleau portatif, vers 1340.

Il faut noter, sous les Song, la distinction qui se creuse entre, d'une part, l'Académie et les peintres professionnels travaillant pour la cour, les temples et les monastères, et, d'autre part, au sein de l'élite lettrée, ceux qui pratiquaient la calligraphie et la peinture. Les peintres de l'Académie contrôlée par l'Empereur, constituée essentiellement de peintres (souvent lettrés) professionnels et rémunérés, travaillaient généralement dans le cadre d'entreprises familiales, peintres de père en fils. Expérimentés, ils étaient soucieux de plaire en faisant valoir leur savoir-faire. Par ailleurs, les lettrés en activité ou retirés, peintres amateurs respectés, avaient la maîtrise expressive et poétique de l'encre comme calligraphes, et en tiraient des « jeux d'encre », où l'économie des moyens, par contraste avec les « professionnels », conférait du prestige à leur peinture. Comme le dit François Cheng, pour ces lettrés peintres non professionnels : « Le Trait tracé est réellement le trait d'union entre l'homme et le surnaturel. […] Le Trait est à la fois le Souffle, le Yin-Yang, le Ciel-Terre, les Dix-mille êtres, tout en prenant en charge le rythme et les pulsions secrètes de l'homme». L'idéal de spontanéité dans ce Trait, dans la peinture comme dans la calligraphie, n'était pas sans contradiction avec des normes contraignantes et de plus en plus figées, et les artistes en étaient bien conscients.
Par ailleurs, il est significatif que les rares feuilles d'étude (fenben) qui subsistent ne correspondent qu'à des peintures de professionnels ou de peintres d'avant la distinction entre professionnels et peintres lettrés . Cette pratique semble en effet peu compatible avec l'idéal de spontanéité affichée par les lettrés. Cependant, la rareté de ces feuilles laisse à penser qu'elles ont été systématiquement détruites, sauf exception, et leur absence ne permet donc pas d'exclure leur usage, en particulier pour des compositions de grande taille.

## L'École du Sud (Chine)
Le terme d'« École du Sud », fut, dit-on, créé par le lettré artiste Dong Qichang (1555-1636), qui emprunta le concept  au Bouddhisme Ch'an (Zen), lequel avait également une École du Nord et une École du Sud.

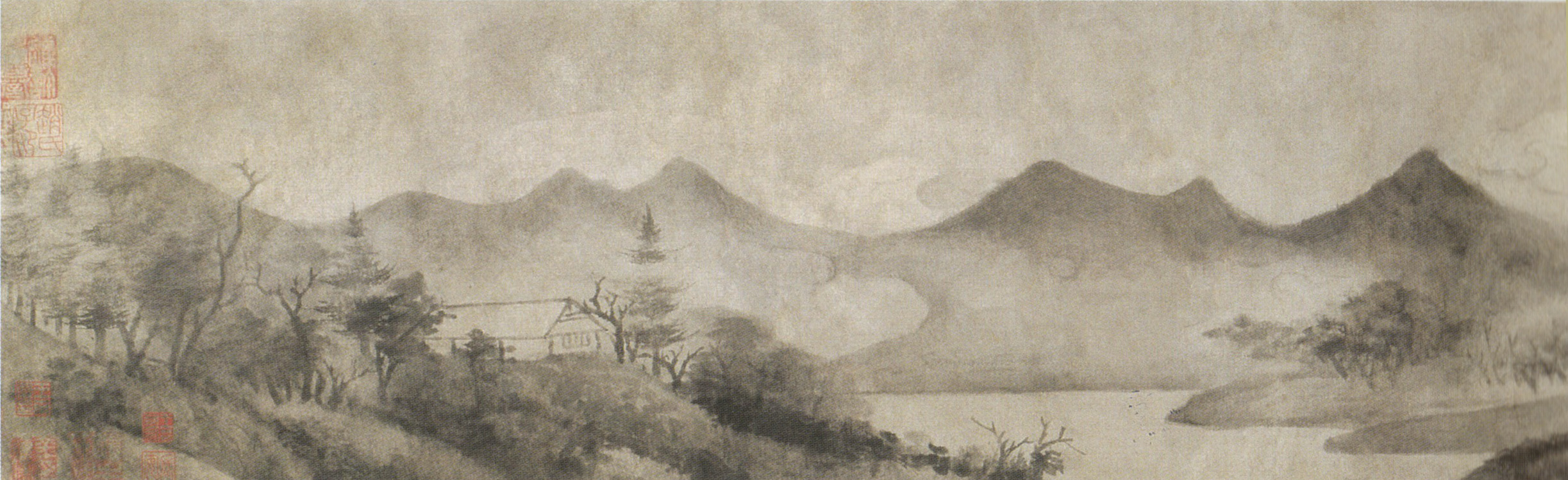
Mi Youren, 1135. Vue merveilleuse de la Xiao et de la Xiang. Rouleau portatif. Encre sur papier, 19.7 x 286 cm., détail. Pékin, Musée du Palais.

L'École du Sud, selon le peintre lettré Dong Qichang et à sa suite toute la critique chinoise jusqu'à la fin du XXe siècle, est un genre de peinture qui aurait son origine dans une peinture réalisée non pas avec la pointe du pinceau mais avec tout le pinceau, étalant une encre plus ou moins diluée et souvent nuancée dans son étendue, les chinois disent « sans os ». Mi Youren, dans son évocation de la région des rivières Xiao et Xiang, en est un très bon exemple. Il s'inspire d'une vue réelle, à cinq cent mètres au nord de Zhenziang. Cette pratique s'oppose à celle de l'École du Nord, considérée comme étant plus formelle (plus attachée à la forme qu'à l'esprit de l'œuvre). Selon Dong Qichang, l'École du Sud représente la tradition orthodoxe lettrée.  
Les peintres - dits de l'École du Sud, ou du style monochrome « lettré » selon Dong Qichang (1555-1636) - travaillaient à l'encre de Chine, utilisée seule avec plus ou moins d'eau, en lavis fondu comme Mi Youren, mais pas uniquement, éventuelement frotté, comme Huang Gongwang et Ni Zan, pour produire des peintures monochromes. L'École du Sud se caractérise par l'expressivité du coup de pinceau et une approche plus impressionniste que celle de l'école du Nord. Celle-ci, toujours selon Dong Qichang, a une approche plus formelle, plus attentive au détail. Il travaille à la pointe du pinceau, en jouant sur les différentes formes produites selon l'angle, la pression, etc.. Il peut faire appel à la couleur, ne s'interdisant pas d'avoir, éventuellement, recours à tout le raffinement des méthodes des peintres professionnels sans les couleurs intenses. Dong Qichang, quant à lui, s'est fortement inspiré des peintres qu'il appréciait, jouant de plusieurs styles empruntés et de la couleur dans la même peinture, afin d'exprimer moins la nature qu'une humeur. 
Le type « idéal » du peintre lettré de l'École du Sud vivait à l'écart dans les montagnes ou dans une région retirée de la campagne, non pas totalement isolé, mais au contact étroit des beautés de la nature, bien loin des soucis du monde. En réalité, sous les Song, la grande majorité des peintres lettrés avait un emploi de fonctionnaire ou en avait le niveau de culture. Malheureusement, un grand nombre de lettrés se retrouvèrent sans emploi sous les Yuan, pour des raisons clairement politiques, ayant été écartés ou s'étant délibérément écartés de l'administration d'occupation. Ensuite, surtout à partir des Ming, les emplois étant devenus plus ou moins héréditaires, un grand nombre de personnes cultivées n'avait pas accès à cette sécurité. Beaucoup durent vivre de leur peinture, bien que leur style relevât pleinement du style de l'École du Sud.
 
Ce lettré, idéal ou non, aimait donc aussi la culture en général et pratiquait souvent les Quatre Arts du lettré chinois, recommandés par le confucianisme : la peinture, la calligraphie, la musique chinoise, et les jeux d'adresse et de stratégie. Bien souvent, il combinait ces éléments dans ses œuvres ; par ailleurs, il se réunissait avec d'autres lettrés, certains plus portés sur un art en particulier, pour mettre en commun leur intérêt pour toutes ces pratiques du corps et de l'esprit.
Dong Qichang mit bien en lumière ce qui caractérisait la peinture chinoise, mais il a arrêté bien des développements chez les lettrés pendant les trois siècles suivants. Il défendait la notion de « voie orthodoxe » en matière de peinture, dont il voyait l'origine dans l'école du Sud. Mais il envisageait l'orthodoxie à réaliser comme la fusion entre la tradition du Nord et celle du Sud, entre la manière de Dong Yuan et Juran, d'un côté, et celle de Li Cheng et Guo Xi, de l'autre, entre les styles des Song et des Yuan, et entre ceux des « quatre maîtres » de la fin des Yuan : Huang Gongwang, Wu Zhen, Ni Zan et Wang Meng. Son influence a été grande sur ces peintres qui prétendaient relever de cette « orthodoxie », en particulier les « quatre Wang ». Ces derniers, tout en poursuivant l'œuvre de Dong, ont suivi l'orientation du « retour à l'ancien » en prenant pour référence exclusive la tradition du Sud. Ces quatre Wang sont Wang Shimin (1592-1680), Wang Jian (1598-1677), Wang Hui (1632-1717) et Wang Yuanqi (1642-1715). Cette période, qui couvre l'art de la fin des Ming au début des Qing, fut d'une grande créativité artistique.

## Bunjin-ga (Japon)
À partir du XVIIIe siècle, la mentalité des lettrés chinois commença à être adoptée par des artistes japonais, pour conduire à la peinture de lettrés japonaise, le bunjin-ga. 
Comme les lettrés japonais (文人, Japonais : bunjin) avaient interdiction de quitter le Japon et n'avaient que peu accès aux œuvres chinoises originales et aux lettrés chinois eux-mêmes, le mode de vie, la mentalité et l'art changèrent considérablement en passant de la Chine au Japon. En dehors de sources d'inspiration purement japonaises, ces bunjin ne purent s'imprégner de l'influence chinoise qu'au travers de livres d'art imprimés par gravure sur bois, qui s'efforçaient de communiquer les idéaux et les méthodes de l'École du Sud.

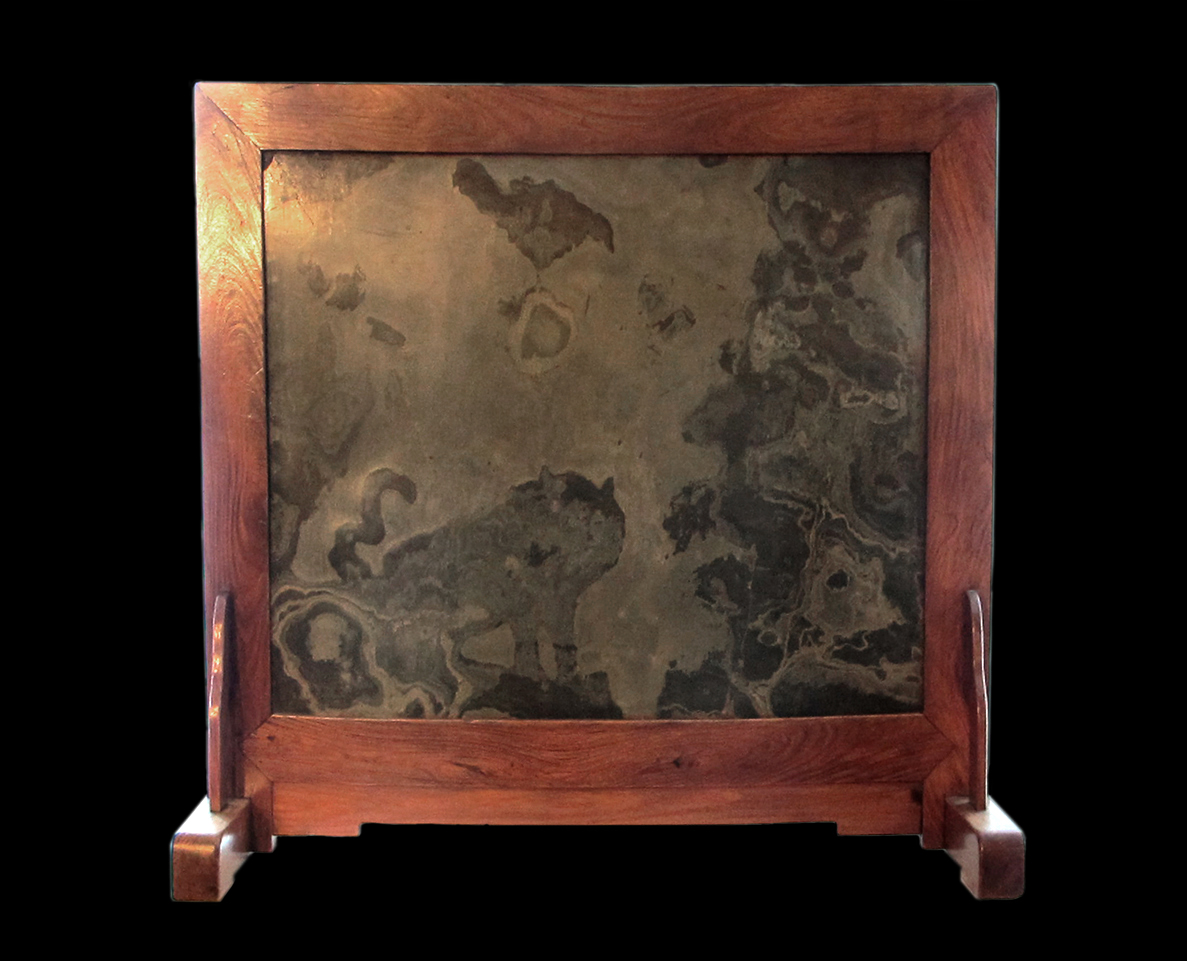
Écran de table, anping, de lettré chinois. Bois de huanghuali et pierre verte lüshi. Fin XVIe-début XVIIe. H. 90, L. 45, P. 34 cm. Musée Guimet

## Objets emblématiques du lettré chinois
Plusieurs expositions se sont consacrées aux objets ("pierres étranges" du lac Taihu, dressées dans leurs jardins, pierres montées en porte-pinceaux ou en écrans de bureau, et sceptres ruyi en bois naturellement tordus, parmi d'autres objets choisis avec leurs pinceaux) dont aime à s'entourer le lettré chinois.